# Sergi Escobar
Sergio „Sergi“ Escobar Roure (* 22. September 1974 in Lleida) ist ein spanischer Bahn- und Straßenradrennfahrer.

## Sportliche Laufbahn
Sergi Escobar gehört seit 2003 zu den weltbesten Ausdauerfahrern auf der Bahn. 2003 gewann er bei den UCI-Bahn-Weltmeisterschaften 2003 seine erste Bronzemedaille in der Einerverfolgung. Im Jahr darauf wurde er Weltmeister in derselben Disziplin. In der Mannschaftsverfolgung wurde er Dritter mit Carlos Torrent, Carlos Castano und Asier Maeztu. Bei den Olympischen Spielen in Athen im selben Jahr sicherte er sich Bronze in der Einerverfolgung und mit demselben Team wie bei den Weltmeisterschaften in der Mannschaftsverfolgung. Bei dem Straßenrennen Clásica de Almería belegte er den zweiten Platz. Außerdem gewann er bei der Bahnrad-WM nochmals Silber in der Einerverfolgung. 2006 entschied Escobar die Gesamtwertung der Vuelta a Madrid für sich. Im Jahr darauf errang er bei Bahn-Weltmeisterschaften in Palma eine weitere Bronzemedaille in der Verfolgung. 2008 gewann er das Etappenrennen Volta a Tarragona.
Bis 2013 errang Escobar neun spanische Meistertitel in den Verfolgungsdisziplinen sowie im Zweier-Mannschafts- und im Punktefahren.

## Erfolge – Bahn
2003
- Bahnrad-Weltcup Moskau – Einerverfolgung
- Spanischer Meister – Einerverfolgung

2004
- Weltmeister – Einerverfolgung
- Weltcup Aguascalientes – Einerverfolgung
- Spanischer Meister – Einerverfolgung
- Spanischer Meister – Madison (mit Antonio Miguel)

2006
- Bahnrad-Weltcup Los Angeles – Einerverfolgung
- Spanischer Meister – Einerverfolgung
- Spanischer Meister – Mannschaftsverfolgung (mit Sebastian Franco, Antonio Miguel und Carlos Torrent)

2007
- Spanischer Meister – Einerverfolgung
- Spanischer Meister – Mannschaftsverfolgung (mit Antonio Miguel, Albert Ramiro und Carlos Torrent)
- Spanischer Meister – Punktefahren

2008
- Bahnrad-Weltcup Kopenhagen – Einerverfolgung
- Bahnrad-Weltcup Cali – Einerverfolgung

2009
- Spanischer Meister – Mannschaftsverfolgung (mit Carlos Herrero, Antonio Miguel und Carlos Torrent)

## Erfolge – Straße
2001
- eine Etappe Volta a Lleida
- Mittelmeerspiele – Einzelzeitfahren

2002
- Gesamtwertung Cinturón Ciclista a Mallorca

2003
- eine Etappe Vuelta Ciclista a León

2004
- eine Etappe Cinturón Ciclista a Mallorca

2006
- Gesamtwertung Vuelta a Madrid

2008
- eine Etappe Volta a Lleida

2009
- eine Etappe Vuelta Ciclista Chiapas

2011
- eine Etappe Vuelta Ciclista Chiapas

## Teams
- 2005 Illes Balears-Caisse d’Epargne
- 2006–2007 Grupo Nicolas Mateos
- 2007 Grupo Nicolas Mateos
- 2008 Azpiru-Ugarte
- 2009 Andorra-Grandvalira
- 2010 Guerola-Valencia Terra I Mar
- 2011 Vitaldent-Val d’Arán
- 2012 Reyno de Navarra-Telco-M-Conor
- 2013 Bicicletas Esteve
- 2014 Bicis Esteve